# Raión de Oleksandrivski
Raión de Oleksandrivski (en ucraniano: Олександрівський район) es un raión o distrito urbano de Ucrania, en la ciudad de Zaporiyia. 
Comprende una superficie de 11 km².

## Demografía
Según estimación 2010 contaba con una población total de 71100 habitantes.